# Pjunik
Pjunik – wieś w Armenii, w prowincji Kotajk. W 2011 roku liczyła 316 mieszkańców.